# Peter Taugwalder
Peter Taugwalder o pai (Zermatt, 5 de maio de 1820 - Zermatt, 11 de julho de 1888), identificado como Peter Taugwalder o pai, foi um guia de montanha suíço.
P. Taugwalder foi pai de dois filhos um dos quais também se chamada Peter e o outro Joseph.
Guia muito reconhecido, realiza várias "primeiras" e um 1851 levou os irmãos Schlagintweit à ponta oriental do Monte Rosa.  Peter Taugwalder foi o guia de Edward Whymper que a 14 de julho de 1865, o leva ao cume do Cervino assim como uma outra cordada formada por três outros ingleses; Lord Francis Douglas, Charles Hudson, Douglas Hadow que eram guiados por Michel Croz de Chamonix.
Foi na descida que de teve lugar o acidente que matou o grupo dos ingleses.
O acidente no Matterhorn e as seguintes alegações de Edward Whymper afectaram-no muito pelo que partiu para a América do Norte.